# Cameron Long
Pour les articles homonymes, voir Long.
Cameron Long, né le 30 décembre 1988, à Palm Bay, en Floride, est un joueur américain de basket-ball. Il évolue aux postes de meneur et d'arrière.

## Biographie
Durant la saison 2013-2014, il joue en Allemagne au Ratiopharm Ulm.
Il connaît une saison blanche en 2014-2015 à cause d'une blessure.
Le 28 juillet 2015, il reste en Allemagne et signe au S.Oliver Baskets.